# Robert-André Andréa de Nerciat

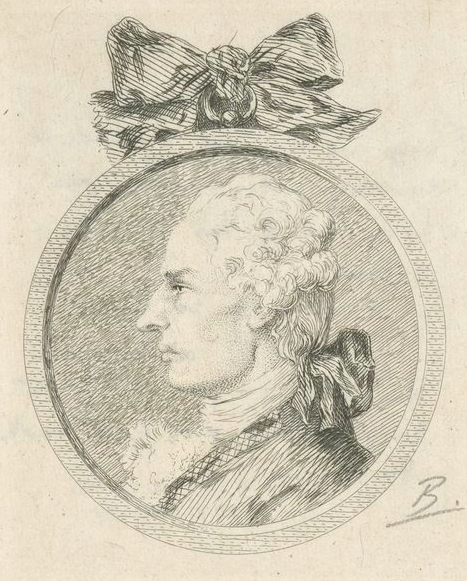
Andréa de Nerciat.
von Félix Bracquemond (1867).

Robert-André Andréa de Nerciat (* 17. April 1739 in Dijon; † 1800 in Neapel) war ein französischer Schriftsteller, Soldat, Architekt und Bibliothekar.

## Kindheit und Jugend (1739–1764)
Über Kindheit und Jugend Nerciats ist wenig bekannt. Sicher ist, dass er mit elf Jahren Halbwaise wurde, weil sein Vater starb. Bis 1758 durchlief er eine militärische Ausbildung und brachte es dabei bis zum Leutnant in einem Militärbataillon in der Provinz Burgund. Von 1758 bis 1764 hielt er sich in Dänemark auf und diente im Infanterie-Regiment von Oldenburg, wo er es bis zum Rang eines Capitaine brachte. Während dieser Zeit reiste er viel umher und lernte Italienisch und Deutsch.

## Militärische Karriere und erste schriftstellerische Versuche (1764–1776)
Nachdem er nach Frankreich zurückkehrte, verlieren sich seine Spuren für einige Zeit. Belegt ist, dass er von 1771 bis 1775 als Capitaine en second zur Garde du corps du roi  des französischen Königs Ludwig XVI. gehörte. Dabei ging er bei den Hofgesellschaften ein und aus und erlebte dabei die vom Adel praktizierten freien Formen der Sexualität quasi als Gesellschaftsspiel, welches die Jagd nach immer wollüstigeren Sensationen als Hauptbeschäftigung beinhaltete. Was Nerciat hier beobachtete, begann er literarisch zu verarbeiten. So entstanden in der Folge zahlreiche Gedichte, Theaterstücke, Erzählungen und Romane, in denen er den freizügigen und ausschweifenden Lebensstil der französischen Oberschicht beschrieb. Während dieser Zeit war er häufiger Gast im Salon des Marquis de La Roche, der später den Namen Luchet annahm (Jean-Louis Barbot de Luchet, chevalier de Saint-Louis). Dieser sollte einige Jahre später sein zeitweiliger Förderer am Hof von Friedrich II., Landgraf von Hessen-Kassel, werden.
Nerciats erster Roman Félicia oder meine Jugendtorheiten erschien 1772 (nach anderen Quellen 1775) und wurde ein sofortiger Erfolg. Im Gegensatz dazu fiel sein erstes Bühnenstück, die Komödie Dorimon oder der Marquis de Clarville bei der Premiere in Versailles, am 18. Dezember 1775, beim Publikum glatt durch.
1776 verlor der Autor seinen Offiziersposten und geriet in finanzielle Probleme. An einigen Charakteren seines 1793 erschienenen dokumentarischen Romans les Aphrodites, in dem er über die Klubs der „Aphrodites“ berichtet, deren Mitglieder, Angehörige der damaligen Oberschicht, Decknamen trugen (die Herren solche aus dem Mineralwasserbereich, die Damen aus der Flora), lässt sich erschließen, welchen Groll er gegenüber dem Grafen hegte, der ihn in diese prekäre Situation gebracht hatte.

## Aufenthalt im Ausland (1776 bis 1783)
Nerciat verließ nun Paris und begab sich auf Reisen. Zeitweilig lebte er in der Schweiz und in Deutschland, wo er sich in adeligen Kreisen verdingte. Man nimmt an, dass er ähnlich wie Gabriel de Riqueti, comte de Mirabeau und Dumouriez als Geheimagent wirkte. Doch für wen hat er gearbeitet? Angesichts der großen politischen Instabilität in den verschiedenen Staaten im Europa jener Zeit und in Anbetracht der Geldnot Nerciats darf man annehmen, dass er gleichzeitig für mehrere Herrscherhäuser als eine Art Doppelagent tätig war.
Um das Jahr 1777 hielt er sich für einige Zeit in Flandern beim Prinzen von Ligne auf, wo er seine Contes nouveaux in Lüttich veröffentlichte. Auf Empfehlung des Marquis Luchet kam Nerciat 1779 in Verbindung zum Hof Friedrichs II., Landgraf von Hessen-Kassel. Hier wirkte der Marquis als Zeremonienmeister und organisierte die Aufführungen festlicher höfischer Veranstaltungen. Dafür sollte Nerciat neue Theaterstücke schreiben. Der Landgraf war ein Förderer von Kunst, Architektur und Wissenschaften. Ihm stellte Nerciat seine komische Oper in drei Akten Constance ou l’heureuse témérité vor, deren Fassung in der Bibliothek in Stuttgart erhalten geblieben ist. Die Uraufführung dieses Werkes fand 1781 im Theater in Kassel statt. Sie schien dem Landgrafen zu gefallen, der stolz darauf war, dass Stücke in französischer Sprache ihre Premieren in Kassel feierten.
Durch diesen Erfolg beflügelt, erhoffte sich Nerciat nun einen lukrativen Posten am Kasseler Hof, doch zu seiner Enttäuschung wurde ihm lediglich die Funktion eines Unterbibliothekars im Fridericianum angeboten. Dennoch übernahm er diese Funktion und siedelte Anfang 1780 ganz nach Kassel über. Durch Anbiederung und Opportunismus wurde er zwar bald einer der angesehenen Günstlinge bei Hofe, dennoch erfüllte sich sein Berufsziel nicht: Der Posten des Unterintendanten für Musik und Theaterveranstaltungen am Hof, den ihm Luchet in Aussicht gestellt hatte, wurde durch den Marquis de Trestondam besetzt, der als erster Jagdrittmeister bereits seit 1772 bei Hofe wirkte. Dass Nerciat eine weiter gehende Karriere versagt blieb, mag damit zusammenhängen, dass man am Hof von Hessen-Kassel – im Gegensatz zum sonstigen Geschmack an deutschen Herrscherhäusern der damaligen Zeit – die französische Musik bevorzugte, wohingegen Nerciat eher die italienische Musikrichtung favorisierte. In Félicia kommt es denn auch zu einer Debatte zwischen den Liebhabern der italienischen und der französischen Musik, in dem die italienische den Vorrang erhält.
Nerciats Tätigkeit als Unterbibliothekar verlief indes wenig glücklich. Seine Aufgabe, die Bestände der Museumsbibliothek neu zu ordnen, missglückte, denn es fanden sich zahlreiche Fehler in der Bibliotheksordnung, für die man Nerciat verantwortlich machte. Apollinaire hat zeitgenössische Quellen ausfindig gemacht, in denen Nerciat ein eklatanter Mangel an literarischen Kenntnissen vorgeworfen wurde. Dieser reagierte verärgert und verteidigte sich, indem er auf die Verantwortung des Marquis de Luchet verwies. Im Juni 1782 quittierte er seine Stelle in Kassel und kam an den benachbarten Hof des Prinzen Karl Emanuel nach Rotenburg  an der Fulda, wo er ein Jahr lang die Funktion eines Hofarchitekten ausfüllte. In dieser Zeit entdeckt er die Liebe zur deutschen Literatur, insbesondere zur Anakreontik.
Im Jahre 1782 heiratete er Marie Anne Angélique Condamin (1760–1830), ihre Kinder waren Auguste Andréa de Nerciat (1782–1846) André Louis Philippe Andréa, Baron de Nerciat (1783–1855) und Caroline Dorothée Robertine Andréa de Nerciat (* 1793).

## Als Geheimagent in Diensten der französischen Armee (1783 bis 1789)
1783 kehrte er nach Paris zurück und nahm hier vermutlich erneut seinen Dienst bei der Armee auf. Wieder war er als Geheimagent tätig. Im März 1783 wurde er zum Baron des Heiligen Römischen Reiches (baron du Saint-Empire) ernannt. Im Auftrage des französischen Königshauses begab er sich 1786 in die Republik der Sieben Vereinigten Provinzen, also in die Niederlande, um aufständische Republikaner zu unterstützen, die – von der Aufklärung beflügelt – gegen das regierende Haus Oranien  opponierten. Offenbar hatte Frankreich ein Interesse an einer Destabilisierung dieses Herrscherhauses.
Hier trat Nerciat in die Légion de Luxembourg ein, die für die Versorgung der Niederländischen Ostindien-Kompanie gegründet worden war: Einer seiner Aufträge lautete, als Kapitän ein Handelsschiff nach Ceylon zu bringen. Die Abfahrt des Schiffes verzögerte sich jedoch immer wieder und wurde schließlich ganz abgesagt. Nerciat beschloss daraufhin in den Niederlanden zu bleiben. Im Winter 1787 hielt er sich in Den Haag auf und wartete vergebens auf eine Anstellung beim Rheingrafen Salm, die ihm in Aussicht gestellt worden war. Dank seiner militärischen Fähigkeiten verdingte er sich stattdessen bei der Stadt Amsterdam und kämpfte er als Stabsoffizier, später als Oberstleutnant eines Infanterie-Regimentes, für die Verteidigung von Utrecht, Naarden und Muyden gegen die regierenden Oranier. Persönliche Erlebnisse dieser Zeit hat Nerciat in seinem Roman Juli verarbeitet.
Doch trotz einiger Erfolge wendete sich das Kriegsglück zugunsten des Hauses Oranien. Da sich die Republikaner außerstande sahen, ihm Sold zu zahlen, war Nerciat 1787 gezwungen, nach Brüssel umzusiedeln, von wo aus er im August 1788 nach Paris zurückkehrte. Hier wurde er mit dem croix de Saint-Louis, dem Kreuz von St. Louis, ausgezeichnet.
In den Jahren 1787 und 1788 wurden in Prag zwei seiner Komödien gedruckt: Les rendez-vous nocturnes ou l’aventure comique und Les amants singuliers ou le mariage par stratagème. In dieser Zeit erschienen auch seine Werke Les Galanteries du jeune chevalier de Faublas ou les folies parisiennes und Le Doctorat impromptu.

## In den Wirren von Revolution und Restauration (1789 bis 1800)
Die Rolle, die Nerciat bei Ausbruch der Französischen Revolution spielte, ist unklar. Der Brief, den er an seine Frau am 8. November 1796 schrieb, lässt den Schluss zu, dass er sich 1790 zeitweilig im von Revolutionswirren gezeichneten Paris aufgehalten haben muss. Danach begab er sich mit der Armee des Kommandeurs, Armée de Condé ins linksrheinische Koblenz, wo die Bevölkerung für die Ideale der französischen Revolution gewonnen werden sollte. Zu dieser Zeit bekleidete er den Rang eines Obersten.
Im Jahr 1792 fungierte er als Unterhändler des Herzogs von Braunschweig, dem er seine Dienste als Geheimagent angeboten hatte. Möglicherweise tat er das, um Garantien zum Schutz des Lebens des von der Revolution gestürzten Königs Ludwig XVI. zu erhalten.
Andere Quellen lassen den Schluss zu, dass er von 1792 bis 1795 als Offizier in der preußischen Armee diente.
Doch in preußischen Archiven sucht man vergebens nach diesem Hinweis. Sicher allerdings ist, dass Nerciat ab September 1792 offiziell für die revolutionäre Regierung tätig war. Im Archiv des französischen Auswärtigen Amtes ist eine Notiz vom 9. September 1792 erhalten geblieben, dass ein gewisser Certani, Anagramm von Nerciat, Zahlungen von der französischen Regierung für seine Dienste als Geheimagent erhalten hat. Diese Gelder wurden offenbar für zwei Aufträge gezahlt, mit denen ihn Außenminister Charles-François Lebrun betraute. Diese führten Nerciat nach Neuwied, Hamburg und schließlich nach Leipzig. Im Anschluss an diese Missionen kehrte er nicht nach Frankreich zurück, sondern übte in allen drei Städten (ob mit oder ohne Billigung des Revolutionsregimes ist unbekannt) zeitweise den Beruf eines Bibliothekars aus.
1796 wurde er vom neuen Außenminister Charles-François Delacroix (1741–1805) erneut mit einer wichtigen geheimen Mission betraut: Er sollte in Wien die Chancen für einen Separatfrieden mit Österreich sondieren. Auf dem Weg dorthin legte er in Halle, Dresden, Prag und Leipzig Stationen ein. Er befand sich wahrscheinlich in Begleitung des Grafen von Waldstein, mit dem er ein Treffen auf der Messe in Leipzig hatte. Vermutlich hat er sich auch einige Zeit in dessen Schloss Dux in Böhmen aufgehalten, wo er angeblich mit Casanova zusammentraf.
Seine regelmäßigen Rapports an das Außenministerium waren nach den Regeln der Musiktheorie in Notenform verschlüsselt, eine von Nerciat selbst entwickelte Codierung. Er besaß zu dieser Zeit einen falschen Pass, der auf den Namen Certani, Musiklehrer aus Neapel, ausgestellt war. Unter diesem Pseudonym gelangte er nach Wien. Hier versuchte er, frühere Bekannte, wie den Prinzen de Ligne, den Prinzen Lubomirski und die Landgräfin von Hessen-Rheinfels wiederzutreffen. Dabei lebte Nerciat in ständiger Angst, von seinen adeligen Freunden durchschaut zu werden. Seine Enttarnung als Geheimagent erfolgte, als General Henri Clarke d’Hunebourg als offizieller Beauftragter des revolutionären Direktorium (Frankreich) in Wien eintraf.
Auf Befehl der Wiener Polizei musste Nerciat daraufhin am 24. Dezember 1796 die Stadt verlassen und begab sich nach Linz. Hier wurde er jedoch binnen weniger Tage erkannt, so dass er Österreich endgültig den Rücken kehrte und über Regensburg und Basel nach Paris zurückreiste.
Der nächste Auftrag, den er von Delacroix erhielt, führte ihn nach Mailand, wo er General Clarke unterstützen sollte, den Frieden von Campo Formio vorzubereiten. Vermutlich war diese offizielle Mission nur ein Vorwand, denn in Wahrheit sollte er den Lebenswandel von Josephine Bonaparte in Italien überwachen.
Dabei kam ihm sein italienisch klingender Namen zugute. Dieser erlaubte es ihm, sich für einen italienischen Baron auszugeben, was dieser Aufgabe sehr dienlich war. In Neapel sollte er ab Dezember 1797 als Inspektor am Hof des Königreichs von Neapel-Sizilien erneut in die Rolle eines Doppelagenten schlüpfen. So wurde er Kammerherr bei der Königin Maria Karolina von Österreich, der Königin von Neapel-Sizilien.
Auf ihre Anweisung hin begab er sich Anfang Februar 1798 nach Rom, um im Umfeld des Heiligen Stuhl Spionage zu betreiben. Als jedoch am 11. Februar die französischen Truppen des Generals Louis Alexandre Berthier die Stadt eroberten, wurde er verhaftet und in der Engelsburg inhaftiert. Erst im September 1799, als die Neapolitaner das Bauwerk zurückeroberten, kam er wieder in Freiheit. Während seiner Gefangenschaft gingen die Manuskripte mehrerer seiner Werke verloren. Krank und schwach kehrte Nerciat nach Neapel zurück, wo er wenig später, im Januar 1800, vermutlich an den Folgen seiner Gefangenschaft starb. Sein Roman Le diable au corps erschien posthum erst 1803.

## Bewertung seines literarischen Œuvre
Der neue kulturelle Luxus und die damit einhergehende Sittenverwilderung des Adels erreicht unter Ludwig XV. einen bis dahin nie gekannten Gipfelpunkt. Versailles und vor allem Paris werden das Sündenbabel Europas (siehe die Werke von z. B. Crébillon dem Jüngeren). Das Gesellschaftsspiel der Sinne, die Jagd nach wollüstigen Sensationen, die zügellose Lebensweise der reichen französischen Oberschicht zeigt sich in der Kunst des Rokoko wie auch im ausschweifenden Lebensstil des Adels. Dies ist die Thematik des erzählerischen Werks Nerciats, das deutliche Bezüge zur Pornographie offenbart.
Fast ein Jahrhundert lang war sein literarisches Werk in Vergessenheit geraten, ehe es von Guillaume Apollinaire wiederentdeckt wurde.

## Werke (Auswahl)
Romane
- Ich war eine Kurtisane. Droemer Knaur, München 1993, ISBN 3-426-71010-2.
- Geliebte Freundin. Droemer Knaur, München 1992, ISBN 3-426-71008-0.
- Julie philosophe ou le Bon patriote .... Éditions Tchou, Paris 1968.
  - deutsche Übersetzung: Julie. Die Abenteuer eines Straßenmädchens während der Französischen Revolution (Heyne Exquisit; Bd. 48). Heyne, München 1986, ISBN 3-453-50351-1.
- Mon noviciat ou les joies de Lolotte
  - deutsche Übersetzung: Liebesfrühling. Blätter aus dem Tagebuch der Marquise de Montrevers. Aufbau-Taschenbuchverlag, Berlin 2007, ISBN 978-3-7466-2269-9 (früherer Titel: Mein Noviziat bzw. Lolotte oder die Stufenleiter der Wollust, 1979).
- Die schöne Cauchoise. Moewig, Rastatt 1985, ISBN 3-8118-6555-2.
- Lust und Laster im Kloster. Stephenson, Flensburg 1980.
- Liebesfrühling (Heyne Exquisit; Bd. 48). Heyne, München 1971 (EA Krusaa/Dänemark 1921).
- Félicia ou Mes fredaines. Lattes, Paris 1979.
  - deutsche Übersetzung: Felicia oder Meine Jugendtorheiten. Heyne, München 1979 (EA Hamburg 1969; früherer Titel: Die Nächte einer Liebestollen 1970).

1. Der erotische Bestseller aus dem 18. Jahrhundert (Heyne Exquisit; Bd. 178). 1979.
2. Der erotische Bestseller aus dem 18. Jahrhundert (Heyne Exquisit; Bd. 183). 1979.

- Les aphrodites. Union Générale, Paris 1997, ISBN 2-264-02557-3.
  - deutsche Übersetzung: Les aphrodites oder die Abenteuer einer erotischen Geheimgesellschaft. Greno, Nördlingen 1988, ISBN 3-89190-906-3 (EA Magstadt 1967).
- Le doctorat impromtu. EJL, Paris 2000, ISBN 2-290-30762-9.
  - deutsche Übersetzung: Der über Nacht erworbene Doktorhut (Heyne Exquisit; Bd. 163). Heyne, München 1978, ISBN 3-453-50132-2 (EA Hamburg 1965).
- Le diable au corps. Merivaux, Paris 1980, ISBN 2-86380-015-9 (3 Bde.). (Band 5 von 1803: Digitalisat)
  - deutsche Übersetzung: Den Teufel im Leibe. Kiepenheuer, Leipzig 1986 (EA München 1976).
- Dorimon, ou le marquis de Clarville. Gay, Strasbourg 1778, ISBN 3-628-63415-6.
- L’étourdi. Belser Wissenschaftlicher Dienst, Wildberg 1989/90, ISBN 3-628-55134-X (2 Bde., EA Paris 1784).
  - deutsche Übersetzung: Der Lebemann. Roman (Heyne Exquisit; Bd. 362). Heyne, München 1985, ISBN 3-453-50331-7.

Theaterstücke
- Constance, ou l’heureuse témerité comédie en trois actes. Hampe, Kassel 1780.
- Télescope de Zoroastre ou clef de de la grande cabale divinatoire des mages. Alexandre de Dánann, Paris 2006 (EA Paris 1796).